# Draadzegge
Draadzegge (Carex lasiocarpa) is een vaste plant uit het geslacht zegge (Carex). De plant komt van nature voor op het noordelijk halfrond. De draadzegge staat op de  Nederlandse Rode Lijst van planten als vrij zeldzaam en matig afgenomen.

## Determinatie
Draadzegge is een vaste, eenhuizige plant met een slank uiterlijk. Ze wordt 30–100 cm hoog en vormt lange, kruipende en vertakte wortelstokken met uitlopers. De stengels zijn stomp-driekantig tot bijna rond. De tot 2 mm brede bladeren zijn vaak sterk ingerold. De bladscheden hebben opvallende dwarsnerven. De onderste bladscheden rafelen.
De draadzegge bloeit in mei en juni. De schutbladen zijn even lang als de bloeiwijze. De 2–3 mm brede mannelijke aar steekt boven de één of twee vrouwelijke aren uit en heeft vaak aan de voet nog enkele kleine aren. Het vruchtbeginsel heeft drie stempels. De 4–5 mm lange, langwerpig-eivormige urntjes zijn viltig behaard en hebben een korte, ruwe vruchtsnavel, die zowel aan de binnen- als buitenzijde bezet is met een 1 mm lang tandje. Op het urntje zit een mierenbroodje. Het urntje is een soort schutblaadje dat geheel om de vrucht zit. De vrucht is een driekantig nootje.
Het aantal chromosomen is 2n = 56.

## Ecologie
De plant komt voor in ondiep water van veenplassen en dystrofe heidevennen. Ook is deze te vinden in trilvenen en duinvalleien.

### Syntaxonomie
Draadzegge geldt als transgrediërende kensoort voor de associatie van draadzegge en veenpluis (Eriophoro-Caricetum lasiocarpae) en het bovenliggende draadzegge-verbond (Caricion lasiocarpae).

## Verspreiding
Het verspreidingsgebied van draadzegge omvat de gematigde delen van Eurazië. In Europa is de soort wijdverspreid; zij ontbreekt enkel op de Middellandse Zee-eilanden, Portugal, Oost-Thracië, Albanië en IJsland.

## Fotogalerij

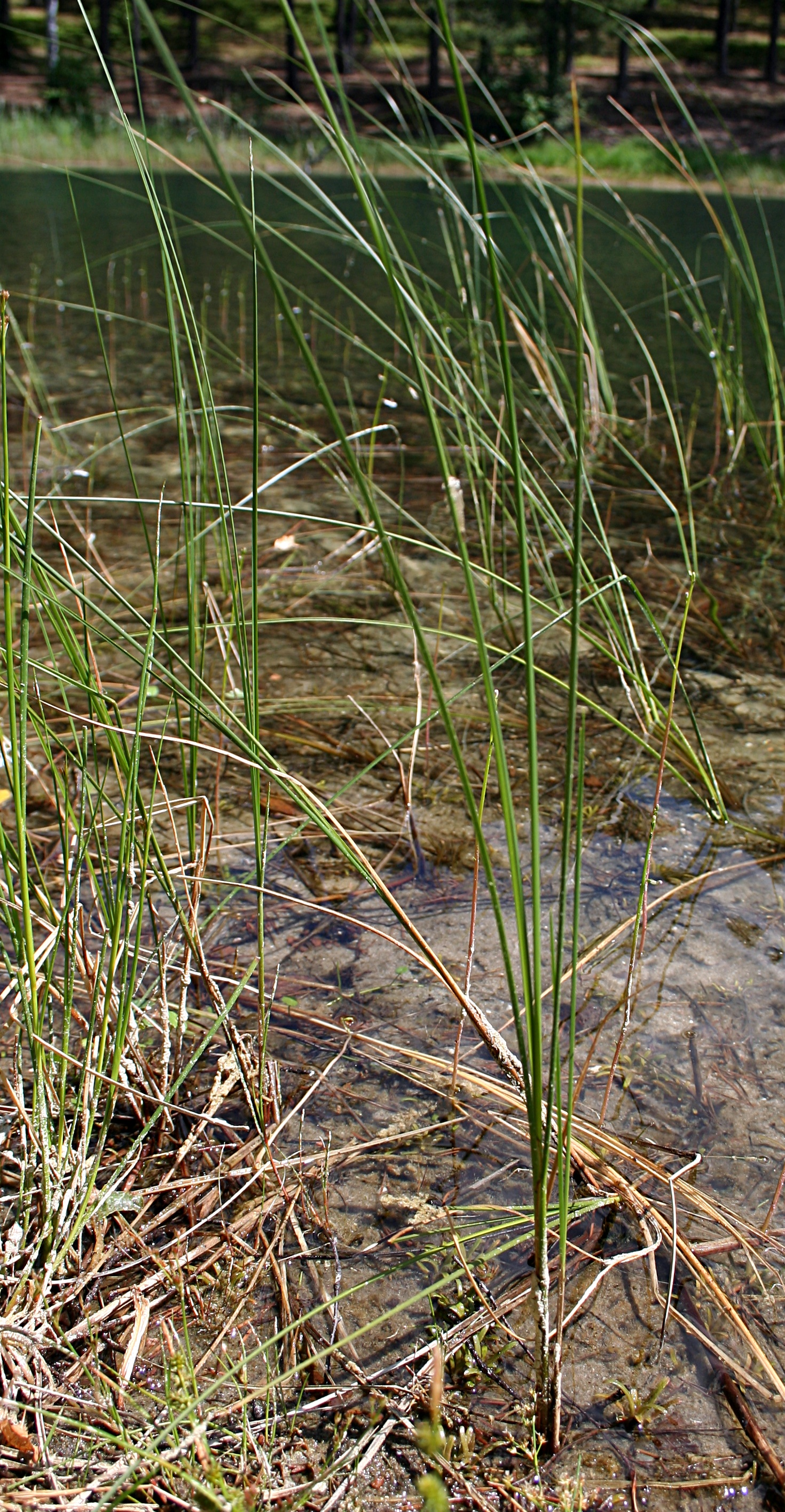
Plant
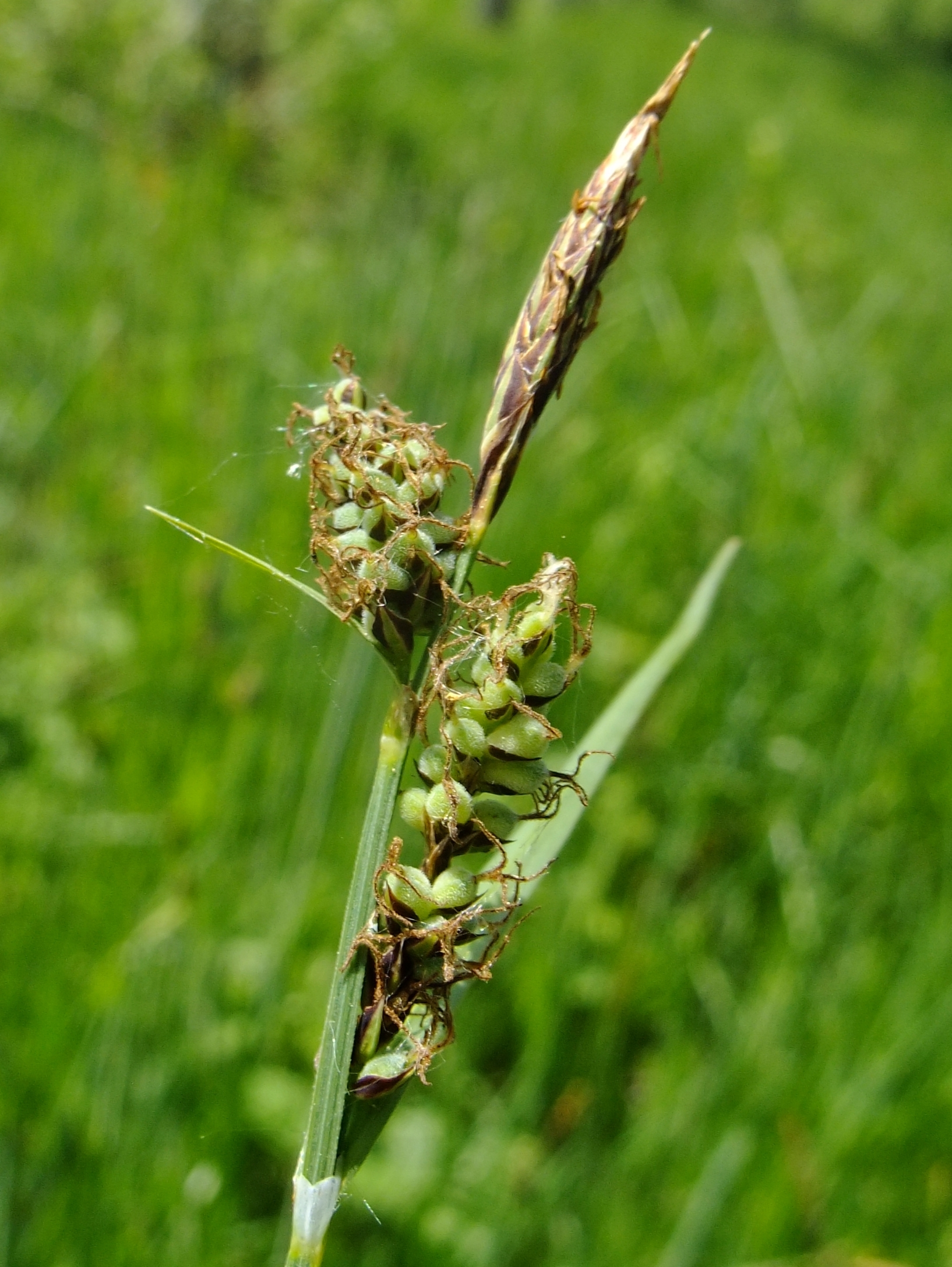
Bloeiwijze met mannelijke en vrouwelijke aren
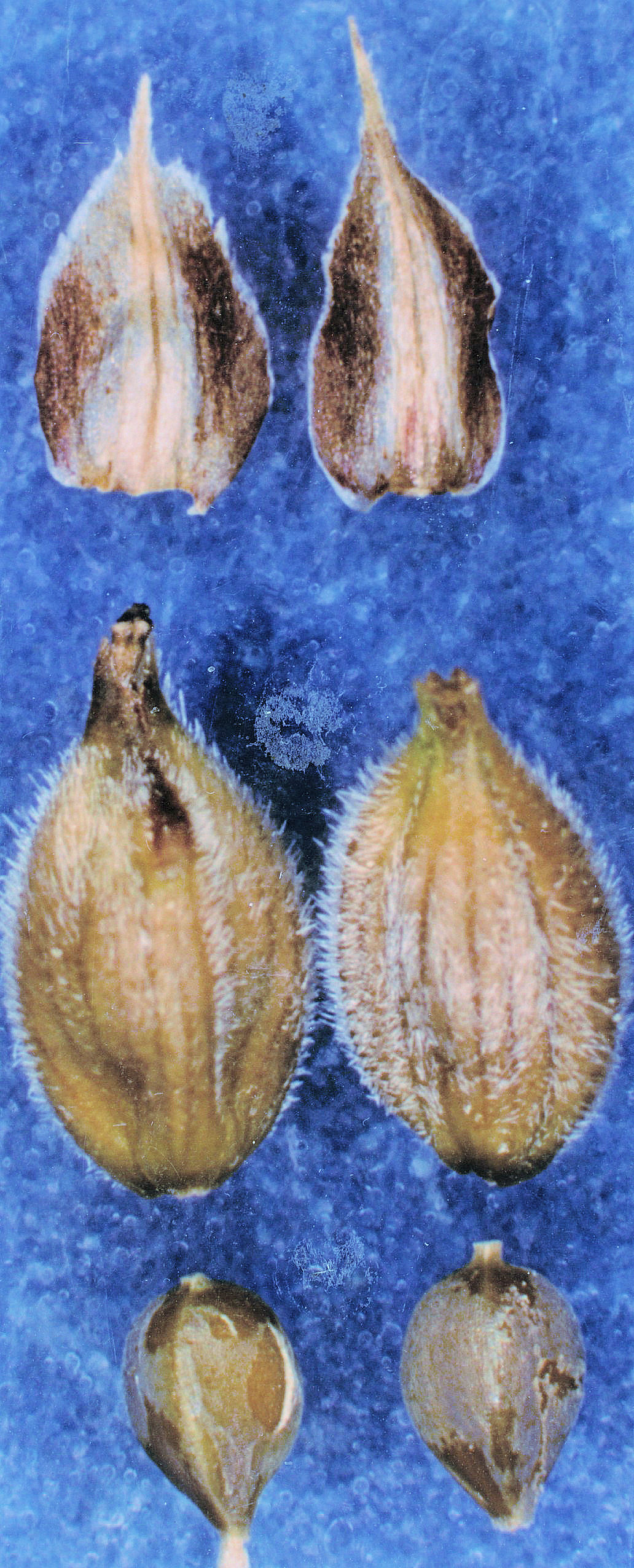
Bovenaan kafjes, midden urntjes en onderaan nootjes